# Olfry

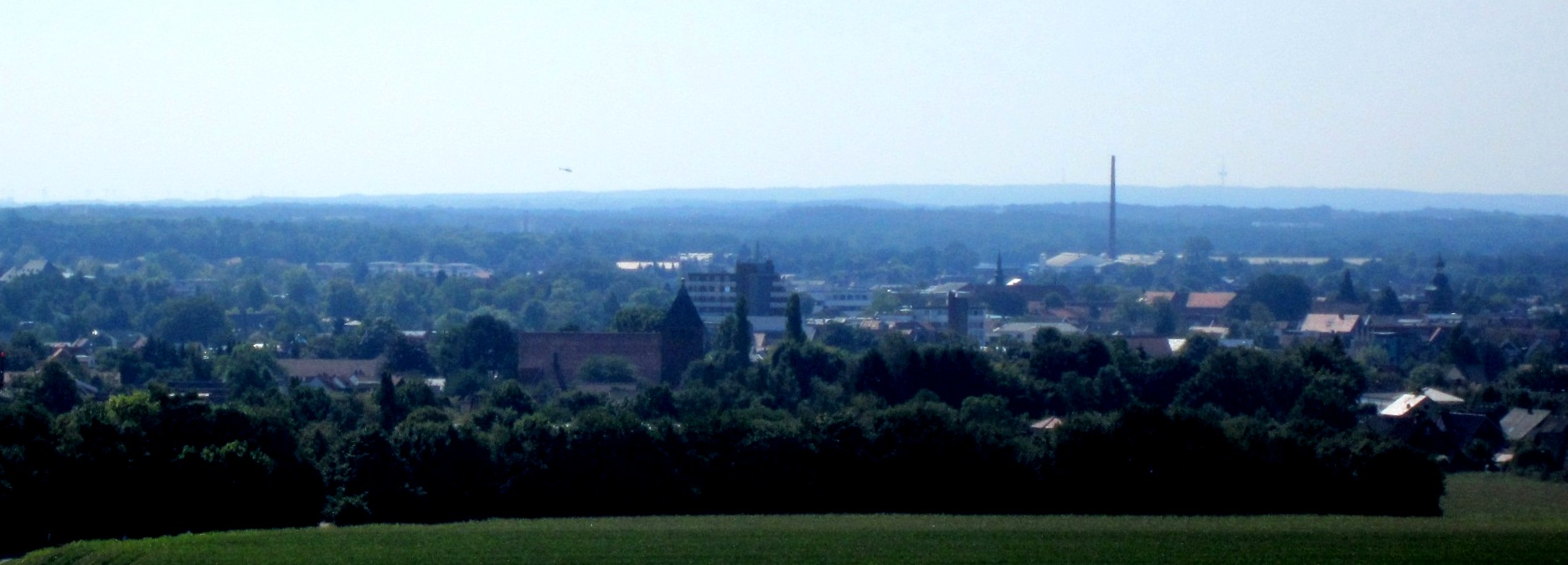
Vom Stoppelmarkt-Riesenrad aus gut erkennbar: der Olfry-Schornstein als dominantes Bauwerk im Süden Vechtas

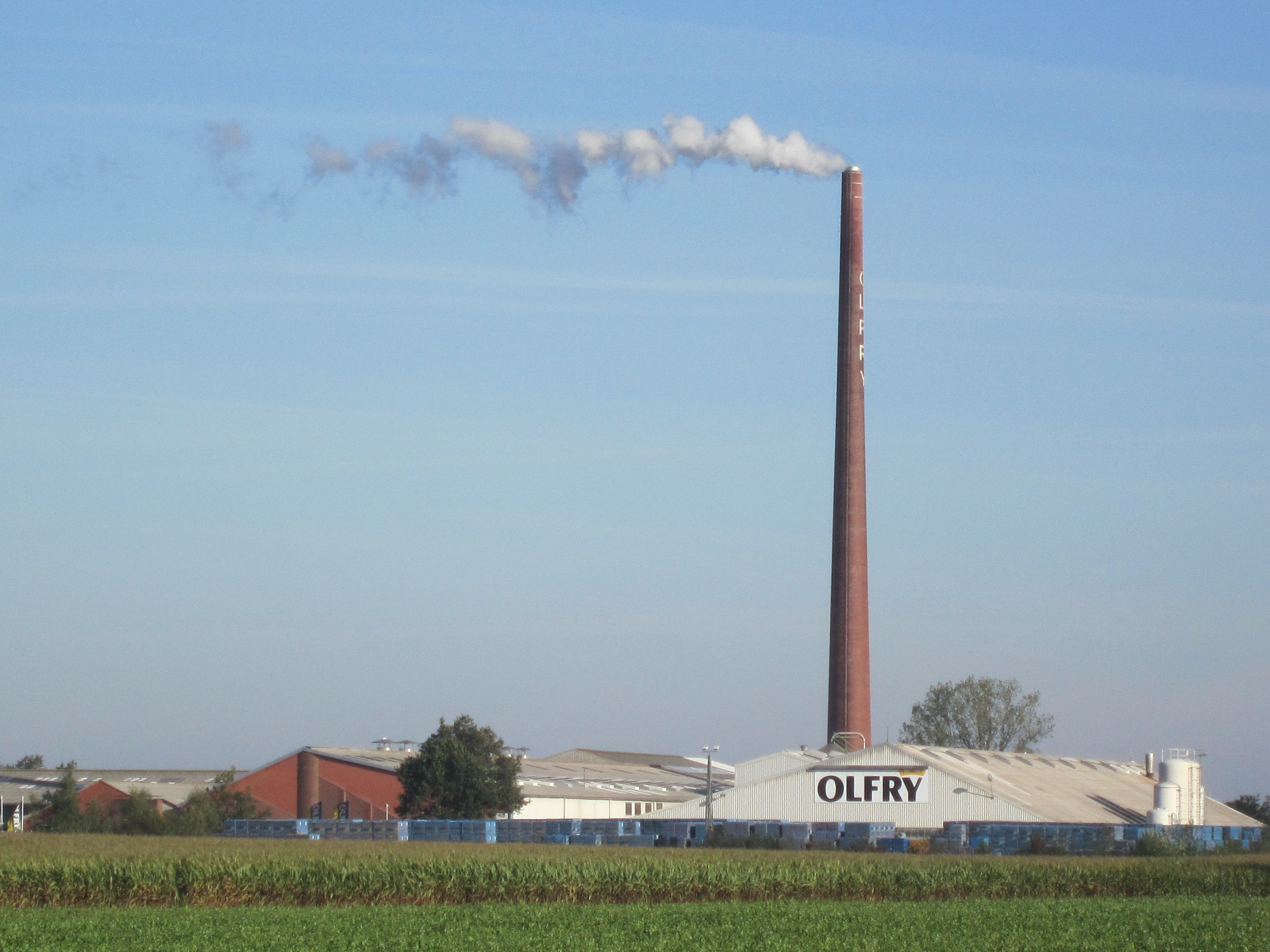
Blick auf das Olfry-Gelände aus Richtung Süden

Die Olfry Ziegelwerke GmbH & Co. KG ist ein Unternehmen, das Ziegel herstellt und seinen Stammsitz im Vechtaer Stadtteil Hagen hat. Der Name ist zusammengesetzt aus den Bestandteilen „Oldenburg“ und „von Frydag“. Der 72 Meter hohe Schornstein des Ziegelwerks ist eines der höchsten Bauwerke Vechtas und in dem flachen Gelände des Norddeutschen Tieflands von weitem (z. B. vom Riesenrad des Vechtaer Stoppelmarktes) gut erkennbar.

## Firmengeschichte
Der Großherzoglich-Oldenburgische Kammerherr und spätere Oberhofmeister Paul Friedrich August Freiherr von Frydag erwarb 1907 in Hagen für 150.000 Goldmark eine Vollerbenstelle, auf der sich neben einer Hofstelle mit rund 90 Hektar Land eine erstmals 1678 erwähnte Ziegelei befand. Lange Zeit bildete die Ziegelei eine organisatorische Einheit mit dem Gut Daren, dem Stammsitz derer von Frydag. Für 200.000 Mark richtete August von Frydag die Ziegelei unter dem Namen „Freiherrlich Frydagsche Dampfziegeleiverwaltung“ neu ein und modernisierte sie. Die Produktion begann 1908. In diesem Jahr wurden 2 Millionen Steine, 200.000 Dachpfannen und Drainagerohre hergestellt.
Nach dem Tod August von Frydags im Jahr 1922 übernahm dessen Sohn Haro von Frydag das Unternehmen, dem er 1925 den Namen „Haro v. Frydagsche Guts- und Dampfziegeleiverwaltung, Daren bei Vechta“ gab. Zur Beschäftigung von Ziegeleiarbeitern im Winter erwarb der Firmeninhaber 1923 eine Torfstreuanlage.
1926 starb Haro von Frydag. Die Geschäfte übernahm zunächst seine Ehefrau, die später Friedrich Freiherr von Heimrod heiratete, welcher bis 1935 als Geschäftsführer fungierte. Im Alter von 23 Jahren übernahm Udo von Frydag die Firma von seiner Mutter. 1953 nannte er diese in „Ziegelwerk Freiherr v. Frydag“ und 1976 in „Olfry“ (mit einem Krönchen auf dem „y“) um.
Nach dem Tod Udo von Frydags ging das Eigentum an der Ziegelei 1969 auf seinen Sohn Georg Wilhelm über, der bis heute Firmeninhaber ist.
2007 beschäftigte der Betrieb 55 Mitarbeiter, davon acht im Außendienst. Das Geschäftsinteresse erstreckt sich auf den gesamten nordwestdeutschen Raum von der polnischen Grenze bis in die Niederlande und nach Dänemark, den beiden Hauptabnehmerländern im Export. 2009 betrug das Anlagevermögen der Firma Olfry 7 Millionen Euro bei einer Fremdkapitalquote von 0 Prozent.
Die Familie von Frydag betreibt auf ihrem Stammsitz in Daren ein Ziegeleimuseum, in dem Interessierte die Geschichte der Ziegelbrennerei in der Firma Olfry nachvollziehen können.

## Geologische Grundlagen
Die Ziegelwerke in Vechta profitieren von einer ergiebigen Tonschicht, die sich über die nördlichen Ausläufer der Dammer Berge erstreckt. Bereits Anfang des 19. Jahrhunderts wurde dieses Vorkommen von der Kirchenziegelei im Norden der benachbarten Stadt Lohne genutzt; mit Hilfe der Klinker aus den dortigen Tonvorkommen wurde die Pfarrkirche St. Gertrud errichtet. Der tonhaltige Lehmboden bei Vechta verfügt über einen hohen natürlichen Eisengehalt, welcher den Ziegeln einen hellen und kräftigen Rotstich verleiht.

## Ökologische Belange
Von 1907 bis 2009 wurden in Hagen 2 Millionen Kubikmeter Ton abgebaut. Durch einen Zukauf von 3,6 Hektar Abbaufläche im Jahr 2001 beträgt zurzeit das Gebiet mit einer Abbaugenehmigung 8 Hektar. Diese Fläche soll bis 2030 ausreichen. Bis 2033 soll auf der heutigen Abbaufläche eine Seenplatte mit drei Seen entstehen. Olfry errichtete 1993 als erstes europäisches Ziegelwerk eine Rauchgasreinigungsanlage, unterstützt durch den Öko-Fonds des Landes Niedersachsen. Zur Versorgung der Ziegelei mit Energie verwendet Olfry auch Deponiegas aus der nahe gelegenen Mülldeponie Tonnenmoor.